# وولژسکی (آستراخان)
وولژسکی (به لاتین: Volzhsky) یک منطقهٔ مسکونی در روسیه است که در استان آستراخان واقع شده‌است.